# ملکه زمین
ملکه زمین (انگلیسی: Queen of Earth) یک فیلم آمریکایی به کارگردانی الکس راس پری است که در سال ۲۰۱۵ منتشر شد. از بازیگران آن می‌توان به الیزابت ماس اشاره کرد. این فیلم در جشنواره بین‌المللی فیلم برلین در ۷ فوریه ۲۰۱۵ به نمایش گذاشته شد